# دايفيد رايت (لاعب كرة قاعدة)
دايفيد رايت (بالإنجليزية: David Wright)‏ (و. 1982  م) هو لاعب كرة قاعدة من الولايات المتحدة، ولد في نورفولك، فيرجينيا، يلعب كقاعدي ثالث ‏.

## وصلات خارجية
- دايفيد رايت على موقع دوري كرة القاعدة الرئيسي (الإنجليزية)
- دايفيد رايت على موقعبيزبول رفرنس.كوم (الدوري الرئيسي) (الإنجليزية)
- دايفيد رايت على موقعبيزبول رفرنس.كوم (الدوري الثانوي) (الإنجليزية)
- دايفيد رايت على موقع إي إس بي إن.كوم (أم.أل.بي) (الإنجليزية)
- دايفيد رايت على موقع مشجعي الرسوم البيانية (الإنجليزية)

- دايفيد رايت على موقع IMDb (الإنجليزية)
- دايفيد رايت على موقع إن إن دي بي (الإنجليزية)
- دايفيد رايت على موقع قاعدة بيانات الفيلم (الإنجليزية)